# デニウソン・ペレイラ・ネヴェス
デニウソン・ペレイラ・ネヴェス（Denílson Pereira Neves、1988年2月16日 - ）は、ブラジル・サンパウロ出身の元サッカー選手。現役時代のポジションはMF（センターハーフ）。

## 経歴

### クラブ
父親もサッカー選手だった。10歳の時に母親を亡くしている。2005年にサンパウロFCからデビューし、同年のFIFAクラブ世界選手権2005で来日した。コパ・リベルタドーレスでもメンバーの一員だったが、クラブ世界選手権同様に控えだった。
2006年8月31日にアーセナルFCに加入。同年、カーリングカップのウェスト・ブロムウィッチ・アルビオンFC戦でトップチームデビューした。2008年8月30日第3節ホームでのニューカッスル・ユナイテッドFC戦の後半14分にプレミアリーグでの初得点をマークした。この試合ではマン・オブ・ザ・マッチに輝き、記念にもらったシャンパンは家に飾ってある。2008-09シーズンは移籍したマチュー・フラミニに代わって中盤のレギュラーを務め、セスク・ファブレガスとコンビを組み、3得点した。
2013年6月5日、アンドレイ・アルシャヴィン、セバスティアン・スキラシと共にアーセナルを退団することが発表された。
2016年、怪我の治療に専念するため、クルゼイロECを退団。
2019年、 ボタフォゴSPに加入するも、怪我が再発してしまい15分のプレーのみで契約解除された。
2020年8月、マルタ・プレミアリーグのスリマ・ワンダラーズFCに1年契約で加入した。

### 代表
2005年、キャプテンとして南米U-17選手権を制し、FIFA U-17ワールドカップで準優勝した。2006年11月のスイスとの親善試合でA代表のドゥンガ監督に招集されたが、出場はしていない。

## 人物
- 少年時代からのアイドルはファルカンである[1]。1982年のスペインW杯のビデオを父親に見せられたことがきっかけである[1]。
- アーセナルFCでチームメイトだったジウベルト・シウバを慕っている。よくカルロス・ベラとレストランに行く[1]。

## タイトル
クラブ
サンパウロFC
- コパ・リベルタドーレス 2005
- FIFAクラブ世界選手権2005
- コパ・スダメリカーナ 2012

代表
- 南米U-17選手権 2005